# Fjugesta
Fjugesta est une localité de Suède dans la commune de Lekeberg, dont elle est le chef-lieu, située dans le comté d'Örebro.
Sa population était de 2 365 habitants en 2019.